# Lernkurve
Eine Lernkurve stellt den Zusammenhang zwischen dem Erfolgsgrad der erlernten Aufgabe und der dafür verwendeten Zeit grafisch dar. Die Lernkurve wird über den Quotienten aus Lernertrag (Stoffmenge) und Lernaufwand (Zeit) berechnet.
Häufig werden zu Beginn einer neuen Aufgabe noch viele Fehler gemacht. Während der späteren Lernphasen nehmen die Fehler ab, dann folgt ein sogenanntes Lernplateau.
Es ist allerdings auch möglich, dass sich das Ergebnis eines Lernprozesses nur zufällig auf der Lernkurve bewegt, sodass der Lernende nur „glaubt“, etwas gelernt zu haben (vergl. nichtdeterministisches Experiment).
In der Wirtschaft wird die Lernkurve verwendet, um Produktivitätssteigerungen oder eine Qualitätssteigerung im Laufe der Produktion zu erklären. Sie wird auch herangezogen, um schnellere Fließbandgeschwindigkeiten bei der Fließfertigung zu rechtfertigen.

Steile Lernkurve in ihrer ursprünglichen Bedeutung; in wenig Zeit wird viel Stoff gelernt, so dass die gewünschten Resultate schneller erreicht werden.

## Definition
Je steiler die Lernkurve ist, desto größer ist die Effizienz beim Lernen. Die Steigung hängt von mehreren, einander beeinflussenden Faktoren ab:
- Vorwissen, Fertigkeiten, Fähigkeiten und Talent (bzw. Intelligenz);[1]
- Didaktik (Lehrmethode), Methodik (Lernmethode) und Mäeutik (Einstellung);
- Lernkontext (Lernort, Lernmethode, die lehrende Person usw.);[1]
- Thematischer Kontext und didaktische Abfolge;
- Sozialer und gesundheitlicher Kontext (Gesundheit, kooperatives Umfeld, wenig Ablenkungen und Stressoren usw.).

Mehrere psychologische Effekte beeinflussen die Lernkurve (= Lernerfolg):
- Showmastereffekt: der Lehrende wirkt unerreichbar klug, weil er nur Probleme behandelt, für die er eine Lösung hat, und der Lernende fühlt sich wegen der Vergleiche schlecht.
- Selbsterfüllende Prophezeiung: Die Erwartungen des Lehrenden beeinflussen, wie die Lernenden behandelt werden und dadurch wiederum die Leistung der Lernenden. Zum Beispiel: Glaubt der Lehrende, dass es sich um einen besonders intelligenten Menschen handelt, wird der Lehrende diesem mehr Beachtung schenken, ihm aufmerksamer zuhören usw., sodass sich dies positiv auf seine Leistung auswirkt. Auch umgekehrt, wenn der Lernende eine Aufgabe für besonders schwierig hält, wird es ihm schwerer fallen, diese zu bewältigen. Ebenso spielen Stereotypen sowie Geschlechterrollen eine Rolle. Erklärt man dem Lernenden, dass typischerweise seine Gruppe, zu der er/sie zugehörig ist, schlechter ausfällt bei dieser Art von Aufgabe, so kann es zu einer Stereotypenbedrohung kommen, und die Lernenden erreichen schlechtere Ergebnisse, obwohl sie sonst besser abgeschnitten hätten.
- Ebenso lernen Mädchen technische und mathematische Dinge im Schnitt leichter, wenn sie in gleichgeschlechtlichen Gruppen unterrichtet werden (→ Koedukation).

In einigen Fällen wird die Lernkurve dazu verwendet, die Schwierigkeit eines Lernauftrags zu beschreiben. Beispiele:
- „Die Lernkurve beim Englischlernen beginnt steil und wird zunehmend flacher.“ – Der Einstieg in die Sprache fällt leicht, während fortgeschrittene Kenntnisse schwieriger zu erwerben sind.

Daneben lassen sich Lernkurven auch danach klassifizieren, wie langanhaltend ein Lernzuwachs ohne längere oder gar abschließende Abflachungen ist, d. h. ein Sachverhalt bietet über lange Zeit trotz regelmäßiger Beschäftigung einen stetigen, markanten Lernzuwachs.

## Geschichte
Historisch gesehen stammt der Begriff der Lernkurve von Hermann Ebbinghaus (1885), der das Konzept der Lern- und Vergessenskurve in seiner Monografie Über das Gedächtnis vermutlich als Erster verwendete. In der Psychologie wird der Begriff der Lernkurve mitunter ohne strikte Definition der x- und y-Achsenzuordnung angewandt, sodass die Frage der Steilheit anhand konkreter Beispiele betrachtet werden muss. Eine erste strikte Definition des Begriffs für die Anwendung in der Betriebswirtschaft stammt von Theodore Paul Wright (1936). Oftmals wird der Begriff im Internationalen Management verwendet, um die Bestimmungsfaktoren der Internationalisierung zu determinieren.

## Alternative Definition

„Blender-Lernkurve“: Anfangs fällt das Lernen schwer, bei der Hälfte des Stoffs fällt es leichter, um dann noch einmal aufwendiger zu werden.

Umgangssprachlich (insbesondere im Softwaremarketing und in der Werkzeug-Branche) wird eine Lernkurve als steil bezeichnet, wenn das Lernen der Bedienung oder Anwendung eines Werkzeugs oder Software-Tools schwierig und mühsam ist; eine flache Lernkurve bezeichnet hingegen eine einfache Bedienung bzw. Anwendung. Ein entsprechendes Kurven-Diagramm ergäbe sich aus der Gegenüberstellung von kumulativen Erfolgseinheiten (x-Achse) und kumulativen Zeiteinheiten (y-Achse); diese umgangssprachlich verbreitete Auffassung definiert die Kurvensteilheit {\displaystyle s} als Quotient von
{\displaystyle s={\frac {\text{Zeiteinheit}}{\text{Erfolgseinheit}}}}
und stellt eine sinngemäße Repräsentation des Konzepts von Wright dar.
Die akademische Definition stellt den Lernfortschritt als Funktion des notwendigen Aufwands dar, während die umgangssprachliche Definition den Aufwand als Funktion des Lernfortschritts zeigt, also im mathematischen Sinne die Umkehrfunktion benutzt.
So ist auch die Blender-Lernkurve zu verstehen: Sie berücksichtigt, dass Lernen ein aufbauender Prozess ist. Zuerst ist die Kurve sehr steil, der Lernaufwand für ein völlig neues Stoffgebiet ist hoch. Wenn die Grundkonzepte eines Stoffgebietes verstanden sind, lernt es sich wesentlich leichter – die Blenderkurve verläuft flach. Ein tieferes Verständnis zu erlangen ist wiederum beschwerlich, entsprechend verläuft die Blenderkurve dann wieder steil. Bei rund 85 % des Lernstoffes erschließt sich der Rest „wie von selbst“. Der sprichwörtliche „Aha-Effekt“ tritt ein und es erschließt sich der Gesamtzusammenhang.
Der Name der Blenderkurve leitet sich von der Auswertung eines Onlinetutorials zur 3D-Animationssoftware Blender ab, der empirische Daten von 7384 Teilnehmern zugrunde liegen.